# Station Añorga
Station Añorga is een bovengronds spoorwegstation in het district Añorga van de gemeente San Sebastian in Spanje, in de autonome gemeenschap Baskenland. Het station is deel van het spoorwegnetwerk van EuskoTren. Er stoppen zowel de treinen van de lijn tussen San Sebastian en Bilbao, als de Topo. 
Hoewel op deze locatie al sinds het begin van de 20e eeuw een station ligt, is de huidige installatie geopend in 2012. Het station ligt verhoogd, boven het maaiveld, en bestaat uit twee sporen met daartussen een eilandperron, en een derde spoor dat wordt gebruikt om treinstellen op te parkeren. 